# Melissa Jefferson-Wooden
Melissa Jefferson-Wooden (née le 21 février 2001 à Georgetown) est une athlète américaine spécialiste des épreuves de sprint. Elle est championne du monde du relais 4 x 100 m en 2022 à Eugene.

## Biographie
Melissa Jefferson se révèle lors de la saison 2022 en descendant pour la première fois de sa carrière sous les 11 secondes sur 100 m en établissant le temps de 10 s 88 à Lafayette. Lors des championnats des États-Unis à Eugene, elle porte son record personnel à 10 s 82 à l'occasion des demi-finales, avant de remporter le titre national en 10 s 69 mais avec un vent favorable de 2,9 m/s, supérieur à la limite autorisée.

### Championne du monde du relais 4 x 100 m (2022)
Lors des championnats du monde 2022, à Eugene, elle se classe 8e de la finale du 100 m puis décroche la médaille d'or du relais 4 × 100 m en compagnie de Abby Steiner, Jenna Prandini et Twanisha Terry. L'équipe américaine établit la meilleure performance mondiale de l'année en 41 s 14 et devance les favorites jamaïcaines.

### Victoires en ligue de diamant (2025)
Le 1er août, elle remporte la finale du 100 mètres aux sélections américaines en 10 s 65, devenant la cinquième meilleure performeuse de l'histoire du 100 mètres, égalant Marion Jones, Shericka Jackson et Sha'Carri Richardson.
Elle remporte également deux meetings de la ligue de diamant, 10 s 75 à Eugene et 10 s 66 à Chorzów.

## Palmarès

### International
| Date | Compétition                 | Lieu     | Résultat | Épreuve   | Temps   |
| ---- | --------------------------- | -------- | -------- | --------- | ------- |
| 2022 | Championnats du monde       | Eugene   | 8e       | 100 m     | 11 s 03 |
| 2022 | Championnats du monde       | Eugene   | 1re      | 4 x 100 m | 41 s 14 |
| 2023 | Championnats du monde       | Budapest | 1re      | 4 x 100 m | séries  |
| 2024 | Relais mondiaux             | Nassau   | 1er      | 4 × 100 m | 41 s 85 |
| 2024 | Jeux olympiques             | Paris    | 3e       | 100 m     | 10 s 92 |
| 2024 | Jeux olympiques             | Paris    | 1re      | 4 × 100 m | 41 s 78 |
| 2025 | Prefontaine Classic         | Eugene   | 1re      | 100 m     | 10 s 75 |
| 2025 | Mémorial Kamila Skolimowska | Chorzów  | 1re      | 100 m     | 10 s 66 |

### National
- Championnats des États-Unis d'athlétisme
  - vainqueur du 100 m en 2022 et 2025.

## Records
| Épreuve | Temps   | Lieu   | Date          |
| ------- | ------- | ------ | ------------- |
| 100 m   | 10 s 65 | Eugene | 1er août 2025 |
| 200 m   | 21 s 84 | Eugene | 3 août 2025   |